# Organizacja Paktu Azji Południowo-Wschodniej

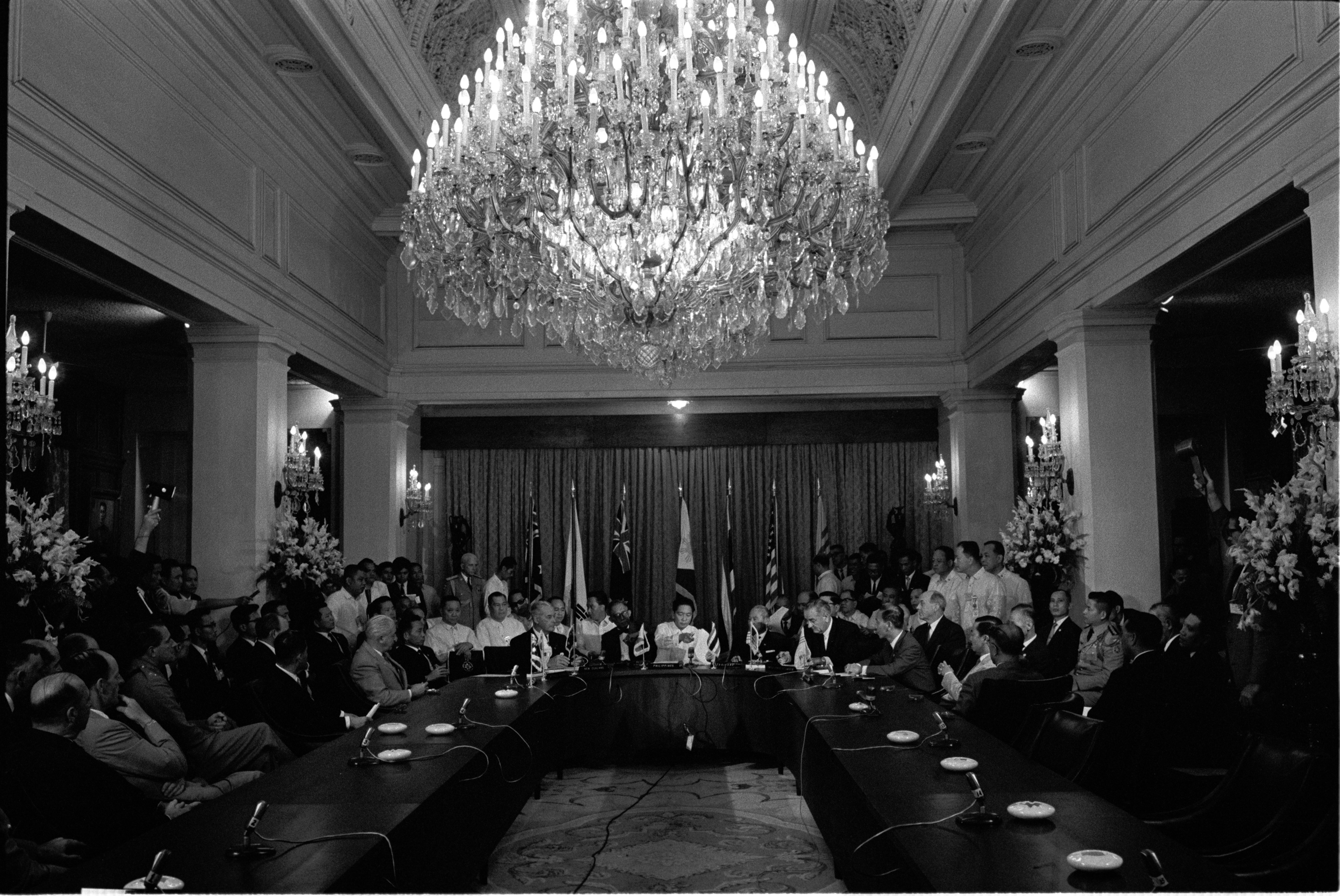
Konferencja SEATO w Manili

Organizacja Paktu Azji Południowo-Wschodniej, ang. South East Asia Treaty Organization (SEATO) – organizacja wojskowo-polityczna z siedzibą w Bangkoku, która powstała na mocy paktu z Manili 8 września 1954. Układ spisano w językach angielskim i francuskim, depozytariuszem został rząd Filipin. Zarejestrowany przez Sekretariat ONZ zgodnie z art. 102 Karty ONZ 13 kwietnia 1955 r.

## Historia
Była ona odpowiedzią Stanów Zjednoczonych na klęskę Francji w Indochinach. Celem powstania organizacji było powstrzymywanie postępów komunizmu w południowo-wschodniej Azji. Obszar jego działania obejmował także kraje Indochin. Celem paktu było pokojowe rozwiązywanie sporów, strony paktu zobowiązywały się do udzielania pomocy w zwalczaniu agresji, co faktycznie oznaczało niedopuszczanie do poszerzania wpływów komunizmu, przejmowania władzy przez ugrupowania lewicowe.
Zrzeszała następujące kraje:
- Australia
- Bangladesz (jako Pakistan Wschodni)
- Filipiny
- Francja
- Wielka Brytania
- Stany Zjednoczone
- Nowa Zelandia
- Pakistan
- Tajlandia

W strefie oddziaływania paktu (nieformalnie) znajdowały się również:
- Wietnam Południowy[3]
- Korea Południowa

Pakt zawarto na czas nieograniczony, z możliwością wystąpienia po upływie roku od zawiadomienia depozytariusza (art. 10). Pakistan opuścił organizację 7 listopada 1973, a Francja 30 czerwca 1974. Spowodowało to głosy podważające sens dalszego trwania organizacji. Dnia 30 czerwca 1977 roku podczas konferencji w Bangkoku sojusz został rozwiązany.